# Costaticella peltata
Costaticella peltata är en mossdjursart som beskrevs av Gordon 1993. Costaticella peltata ingår i släktet Costaticella och familjen Catenicellidae. Inga underarter finns listade i Catalogue of Life.